# Инфотека
'''Инфотека: часопис за дигиталну хуманистику''' је научни часопис у отвореном приступу који излази од 2000. године.

## О часопису
Инфотека је мултидисциплинарни часопис који објављује оригиналне радове из области дигиталне хуманистике, као и радове у којима се користе и унапређују математички модели, алгоритми, процедуре, стандарди и информатичке апликације намењене хуманистици. Сви радови у часопису објављују се на енглеском и српском језику у истом издању. Осим у штампаном издању, сви радови се објављују и онлајн у отвореном приступу. Часопис користи Open Journal System за електронску пријаву радова.

### Историјат
Часопис Инфотека почео је да излази у септембру 2000. године као ново гласило Информације Заједнице библиотека универзитета у Србији (ИЗБУС). Одлука о покретању часописа донета је на Стручном скупу Теоријски аспекти научног информисања у 21. веку и стварне могућности наших библиотека, одржаном у оквиру Шесте скупштине Заједнице библиотека универзитета у Србији (ЗБУС). Часопис је покренут под називом Инфотека: часопис за информатику и библиотекарство (ISSN 0354-6462). Године 2007. часопис мења поднаслов и постаје часопис за библиотекарство и информатику (енгл. Journal of librarianship and informatics). Од ове године часопис излази двојезично – на српском и енглеском језику. Године 2014. године часопис добија назив Инфотека: часопис за дигиталну хуманистику (енгл. Infotheca: Journal for Digital Humanities). Часопис је данас мултидисциплинарни часопис у отвореном приступу који објављује оригиналне радове који подлежу рецензији чланова међународног уређивачког одбора. Од броја 1/2 (2016) научним и стручним чланцима се додељује doi број.

#### Издавачи
- Од бр. 1 (2013) Заједница библиотека универзитета у Србији[3]
- Од бр. 1 (2014) Филолошки факултет Универзитета у Београду, Заједница библиотека универзитета у Србији и Универзитетска библиотека Светозар Марковић[4]

#### Штампарије
- Од бр. 1 (2010) Sa & Mi grafika, Београд
- Од бр. 1 (2012) БС принт, Београд
- Од бр. 1 (2014) Дунав, Београд.

### Периодичност излажења
Инфотека излази два пута годишње.

## Уредници
- Од оснивања 2000. до 2010. године уредник је био Душан Сурла.
- Од бр. 1 (2010) уредник је Цветана Крстев[5].

## Електронски облик часописа
Од 2004. године Инфотека излази и у електронском облику (ISSN: 2217-9461). Часопис је у отвореном приступу, што значи да је целокупан садржај слободно доступан без накнаде свим корисницима и институцијама. Корисницима је дозвољено да читају, преузимају, копирају, размењују, штампају, претражују или линкују пун текст чланака у овом часопису без претходног тражења посебне дозволе. Инфотека је носилац ауторских права на објављене чланке под условима дефинисаним CC лиценцом Ауторство-Некомерцијално-Без прерада 3.0 Србија (CC BY-NC-ND 3.0).

## Теме
- Стварање, одржавање и стандардизација дигиталних ресурса за хуманистичке науке.
- Истраживања у хуманистичким наукама која се ослањају на дигиталне медије и информатичку технологију.
- Рачунске методе и рачунарске апликације у лингвистичким, литерарним, културолошким и историјским истраживањима.
- Развој метода, ресурса и алата за обраду природних језика.
- Развој метода, стандарда и процедура за репрезентацију и проналажење информација.
- Информационе технологије у библиотекарству, музеологији и архивистици и њихов утицај на системе научног информисања и комуницирања.
- Дигитална уметност, архитектура, филм, позориште и нови медији.
- Утицај електронског учења и других форми подучавања и учења подржаних информатичким образовним технологијама.
- Промене у науци, истраживању и публиковању под утицајем нових технологија.
- Место дигиталне хуманистике на универзитету и развој програма за дигиталну хуманистику.

## Индексирање у базама података
- EBSCO - Academic Search Complete
- EBSCO - Library, Information Science & Technology Abstracts